# Diastella fraterna
Diastella fraterna (лат.) — вид растений рода Diastella семейства Протейные. Вечнозелёный небольшой кустарник высотой до 0,7 м.

## Описание

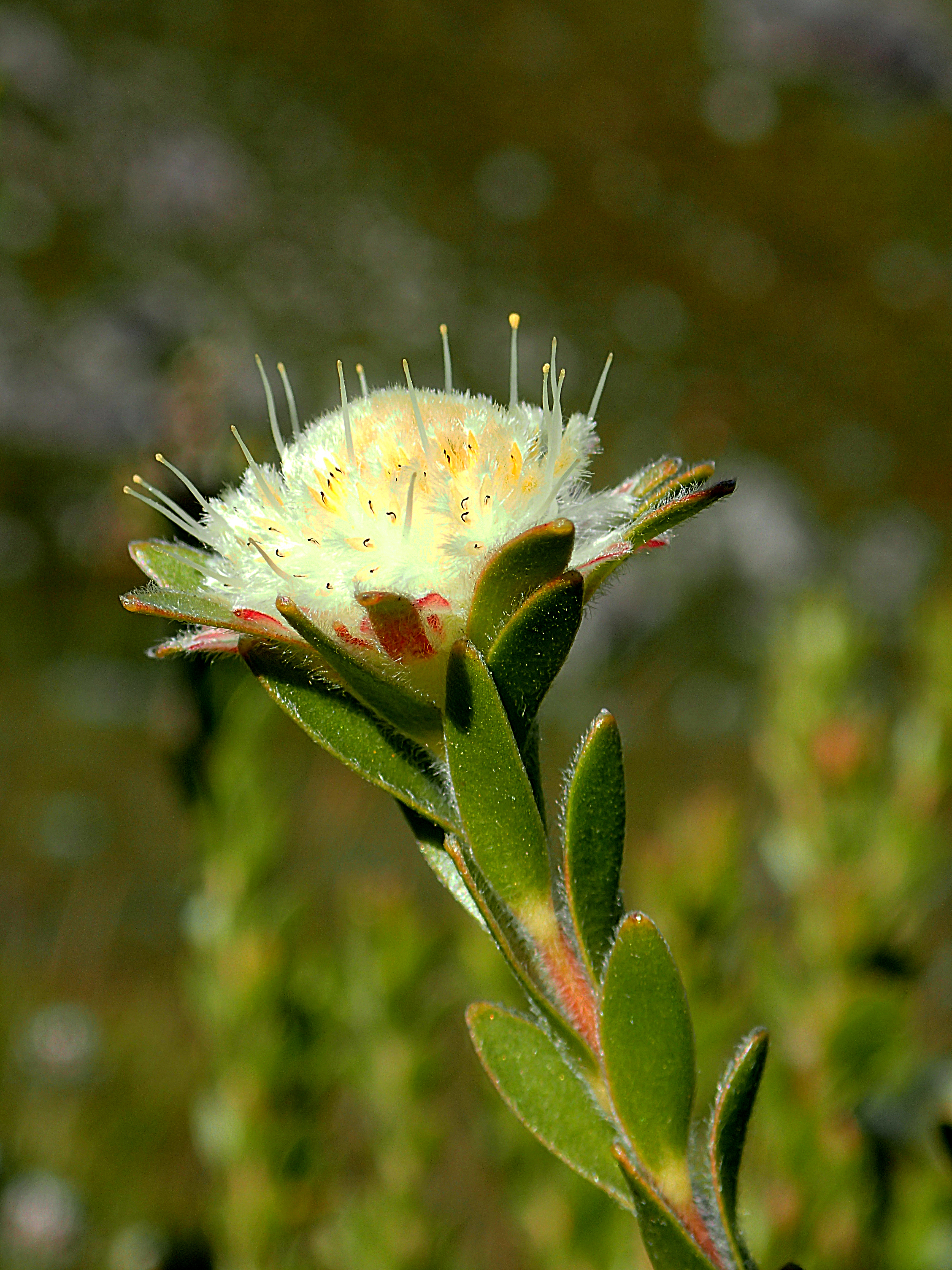
D. fraterna в горах Клеймонда.

Diastella fraterna — вечнозелёный одноствольный кустарник до 70 см высотой и около 1 м в диаметре. Листья — овальные 8-14 мм в ширину, молодые листья свёрнуты. Цветочные головки — от белого до кремового цвета, отдельные, диаметром 10—15 мм. Позже становятся коричневые и бумагообразные. Цветёт в течение года, но в основном — летом.

## Ареал и местообитание
Ареал ограничен пологими склонами в долине Палмьет-ривер от Когелберга до Клейнмонда. Встречается также на большей высоте в горах Беттис-Бей. Произрастает как на каменистых хорошо-дренированных склонах и влажных участках, так и вдоль ручьёв.

## Экология
Опыляется насекомыми. Семена содержат мясистую элайосому, которая привлекает определённые виды муравьёв финбоша. Муравьи собирают семена и переносят их в своё подземное гнездо, где поедают сочную часть семян. В гнезде семена остаются защищены от огня, птиц и грызунов. Семена прорастают после пожаров.

## Название
Вид описал в 1976 году Джон Патрик Рурк.
Название рода Diastella происходит от греч. diastellein, что означает «разделять», и связано с разделёнными долями околоцветника. Видовое название — от лат. fraterna, что означает «братство этих видов», так как вид близок к Diastella divaricata подвид montana. Diastella divaricata подвид montana отличается от D. fraterna только тем, что куст — более высокий, а цветы — розовые, а не белые как у D. fraterna.